# Elizabeth Danto
Elizabeth Ann Danto (* 31. Mai 1952) ist Professorin für Sozialarbeit am Hunter College, City University of New York.

## Schriften (Auswahl)
Danto hat Arbeiten und Aufsätze über die Psychoanalyse und über Sozialarbeit verfasst.
- Historical Research. Oxford University Press, 2008.
- Freud’s Free Clinics: Psychoanalysis & Social Justice, 1918–1938. Columbia University Press, 2005.